# 63
63（六十三、ろくじゅうさん、むそみ、むそじあまりみつ）は自然数、また整数において、62の次で64の前の数である。

## 性質
- 63 は合成数であり、正の約数は 1, 3, 7, 9, 21, 63 である。
  - 約数の和は104。
- 1/63 = 0.015873… (下線部は循環節で長さは6)
  - 逆数が循環小数になる数で循環節が6になる12番目の数である。1つ前は56、次は65。
- 63 = 26 − 1
  - 2p − 1 は p が合成数のときは合成数になる。
  - 6番目のメルセンヌ数である。1つ前は31、次は127。
    - 3番目のメルセンヌ素数でないメルセンヌ数である。1つ前は15、次は255。(オンライン整数列大辞典の数列 A135972)

  - 63 = 20 + 21 + 22 + 23 + 24 + 25
    - メルセンヌ数 2p − 1 は 1 (20) から 2n−1 までの2の累乗数の総和に等しい。
    - n = 2 のときの n5 + n4 + n3 + n2 + n + 1 の値とみたとき1つ前は6、次は364。(オンライン整数列大辞典の数列 A053700)
      - 63 = 111111(2)

  - n = 2 のときの n6 − 1 の値とみたとき1つ前は0、次は728。(オンライン整数列大辞典の数列 A123866)
  - 63 = 43 − 1 
    - n = 3 のときの 4n − 1 の値とみたとき1つ前は15、次は255。(オンライン整数列大辞典の数列 A024036)
    - n = 4 のときの n3 − 1 の値とみたとき1つ前は26、次は124。(オンライン整数列大辞典の数列 A068601)
    - n = 4 のときの 4n2 − 1 の値とみたとき1つ前は35、次は99。(オンライン整数列大辞典の数列 A000466)

  - 63 = 82 − 1
    - n = 2 のときの 8n − 1 の値とみたとき1つ前は7、次は511。(オンライン整数列大辞典の数列 A024088)
    - n = 8 のときの n2 − 1 の値とみたとき1つ前は48、次は80。(オンライン整数列大辞典の数列 A005563)

  - 63 = 16 × 22 − 1
    - n = 2 のときの 16n2 − 1 の値とみたとき1つ前は15、次は143。(オンライン整数列大辞典の数列 A141759)

  - 63 = 4 × 24 − 1
    - 4番目のウッダル数である。1つ前は23、次は159。(オンライン整数列大辞典の数列 A003261)
- 九九では 7 の段で 7 × 9 = 63 (しちくろくじゅうさん)、9 の段で 9 × 7 = 63 (くしちろくじゅうさん)と2通りの表し方がある。
- 26番目のハーシャッド数である。1つ前は60、次は70。
  - 9を基とする7番目のハーシャッド数である。1つ前は54、次は72。
- 各位の積が各位の和の2倍になる3番目の数である。1つ前は44、次は138。(オンライン整数列大辞典の数列 A062034)
- √4000 に最も近い整数である。√4000 = 63.24555…。632=3969, 642=4096。
- 約数の和が63になる数は1個ある。(32) 約数の和1個で表せる20番目の数である。1つ前は62、次は68。
  - 約数の和が奇数になる9番目の奇数である。1つ前は57、次は91。
- 63 = 7 × 32
  - n = 3 のときの 7n2 の値とみたとき1つ前は28、次は112。(オンライン整数列大辞典の数列 A033582)
  - n = 2 のときの 7 × 3n の値とみたとき1つ前は21、次は189。(オンライン整数列大辞典の数列 A005032)
  - 2つの異なる素因数の積で p2 × q の形で表せる9番目の数である。1つ前は52、次は68。(オンライン整数列大辞典の数列 A054753)
- 15番目の幸運数である。1つ前は51、次は67。
  - 幸運数自身のすべての約数が幸運数である数としては11番目である。1つ前は49、次は67。
  - 累乗数はもちろん1にもなり得ない幸運数としても11番目である。1つ前は51、次は67。
- 桁の調和平均が4になる4番目の数である。1つ前は44、次は288。(オンライン整数列大辞典の数列 A062182)
例．2/1/6 + 1/3 = 4
- 8乗した数の各位の和が元の数になる最大の数である。1つ前は54。
638 = 248155780267521 → 2 + 4 + 8 + 1 + 5 + 5 + 7 + 8 + 0 + 2 + 6 + 7 + 5 + 2 + 1 = 63
  - n = 8 のときの n 乗した数の各位の和が元の数になる最大の数とみたとき1つ前の7乗は68、次の9乗は81。(オンライン整数列大辞典の数列 A046000)
- 1から10までの数を使って分数 p/q を作るとき既約分数(互いに素)の数は63個である。1つ前の9までは55個、次の11までは83個。(オンライン整数列大辞典の数列 A018805)
- n = 3 のときの 2n と n を並べてできる数である。1つ前は42、次は84。(オンライン整数列大辞典の数列 A235497)
- ジグモンディの定理の限られた例外の一つである {\displaystyle n=6}, {\displaystyle a=2}, {\displaystyle b=1}の場合について{\displaystyle a^{6}-b^{6}=63}[1]。

## その他 63 に関すること
- 原子番号 63 の元素は、ユウロピウム (Eu)。
- 第63代天皇は、冷泉天皇。
- 日本の第63代内閣総理大臣は、佐藤榮作。
- 大相撲の第63代横綱は、旭富士正也。
- 年始から数えて63日目は3月4日、閏年は3月3日。
- 第63代ローマ教皇はペラギウス2世（在位：579年11月26日〜590年2月7日）である。
- 易占の六十四卦で第63番目の卦は、水火既済。
- クルアーンにおける第63番目のスーラは偽信者たちである。
- BD-17°63 は、くじら座の方角にある恒星。
- フィリピンの市外局番は63である。
- 63系または63形の鉄道車両
  - 国鉄63系電車
  - 国鉄C63形蒸気機関車
  - 国鉄EF63形電気機関車
  - 真岡鐵道モオカ63形気動車
- 63ビルは、韓国ソウルにある超高層ビル。
- 63年グループは、イタリアの文学・美学グループ。
- 大日本帝国陸軍の部隊
  - 第63師団
  - 歩兵第63連隊
- 中国の軍・警察の部隊
  - 第63集団軍
  - 武装警察第63師団
- ストーナー63は、ユージン・ストーナーが1960年代に開発したアメリカ合衆国のアサルトライフル。
- AO-63 は、旧ソビエト連邦のアサルトライフル。
- AKM-63 は、ハンガリーのアサルトライフル。
- PM-63 RAK は、ポーランドの短機関銃。
- 中国の武器・兵器
  - 63式自動歩槍は、自動小銃。
  - 63式107mmロケット砲
  - 63式装甲兵員輸送車
  - 63式水陸両用戦車
- ミズーリ (USS Missouri, BB-63) は、アメリカ海軍の戦艦。
- キティホーク (USS Kitty Hawk, CVA-63) は、アメリカ海軍の航空母艦。
- モービル (USS Mobile, CL-63) は、アメリカ海軍の軽巡洋艦。
- カウペンス (USS Cowpens, CG-63) は、アメリカ海軍のミサイル巡洋艦。
- サンプソン (USS Sampson, DD-63) は、アメリカ海軍の駆逐艦。
- ステザム (USS Stethem, DDG-63) は、アメリカ海軍のミサイル駆逐艦。
- アイラ・ジェフリー (USS Ira Jeffrey, DE-63) は、アメリカ海軍の護衛駆逐艦。
- サプライズ (USS Surprise, PG-63) は、アメリカ海軍のコルベット。
- O-2 (USS O-2, SS-63) は、アメリカ海軍の潜水艦。
- P-63 キングコブラは、アメリカの戦闘機。
- YAH-63 は、アメリカの攻撃ヘリコプターの試作機。
- 花の六三組は、昭和63年（1988年）春場所に初土俵を踏んだ力士で関取になった者の総称を言う。関取経験者は11人を数え、3横綱1大関（横綱：曙太郎、貴乃花光司、若乃花勝。大関：魁皇博之。）を輩出した黄金世代となった。
  - 2013年8月12日放送のNHKの番組『ドキュメンタリー同期生』では、花の六三組が特集された。曙と貴乃花が出演した[2][3]。
- すごろく・鵞鳥のゲームのマスの数は、通常63個ある。
- 現行のはがきの郵便料金は63円である。